# Saison 1919-1920 des Sénateurs d'Ottawa
Autres saisons
Saison précédente Saison suivante
La saison 1919-1920 de hockey sur glace est la trente-cinquième à laquelle participent les Sénateurs d'Ottawa.

## Classement

### 1redemie
|                         | PJ | V | D  | N | Pts | BP | BC |
| ----------------------- | -- | - | -- | - | --- | -- | -- |
| Sénateurs d'Ottawa      | 12 | 9 | 3  | 0 | 18  | 59 | 23 |
| Canadiens de Montréal   | 12 | 8 | 4  | 0 | 16  | 62 | 51 |
| St. Patricks de Toronto | 12 | 5 | 7  | 0 | 10  | 52 | 62 |
| Bulldogs de Québec      | 12 | 2 | 10 | 0 | 4   | 44 | 81 |

### 2edemie
|                         | PJ | V  | D  | N | Pts | BP | BC |
| ----------------------- | -- | -- | -- | - | --- | -- | -- |
| Sénateurs d'Ottawa      | 12 | 10 | 2  | 0 | 20  | 62 | 41 |
| St. Patricks de Toronto | 12 | 7  | 5  | 0 | 14  | 67 | 44 |
| Canadiens de Montréal   | 12 | 5  | 7  | 0 | 10  | 67 | 62 |
| Bulldogs de Québec      | 12 | 2  | 10 | 0 | 4   | 47 | 96 |

## Meilleurs pointeurs
| Nom              | PJ | B  | A | Pts | Pun |
| ---------------- | -- | -- | - | --- | --- |
| Frank Nighbor    | 23 | 26 | 7 | 33  | 18  |
| Jack Darragh     | 22 | 22 | 5 | 27  | 22  |
| Punch Broadbent  | 20 | 19 | 4 | 23  | 39  |
| Sprague Cleghorn | 21 | 16 | 5 | 21  | 62  |
| Cy Denneny       | 22 | 16 | 2 | 18  | 21  |

## Saison régulière

### 1reDemie

#### Décembre
| No | Date        | Visiteur                | Score | Domicile           | Fiche |
| -- | ----------- | ----------------------- | ----- | ------------------ | ----- |
| 1  | 23 décembre | St. Patricks de Toronto | 0-3   | Sénateurs d'Ottawa | 1-0-0 |
| 2  | 27 décembre | Canadiens de Montréal   | 0-2   | Sénateurs d'Ottawa | 2-0-0 |

#### Janvier
| No | Date        | Visiteur                | Score | Domicile                | Fiche |
| -- | ----------- | ----------------------- | ----- | ----------------------- | ----- |
| 3  | 1er janvier | Sénateurs d'Ottawa      | 3-2   | Bulldogs de Québec      | 3-0-0 |
| 4  | 3 janvier   | Sénateurs d'Ottawa      | 3-4   | St. Patricks de Toronto | 3-1-0 |
| 5  | 7 janvier   | Canadiens de Montréal   | 3-4   | Sénateurs d'Ottawa      | 4-1-0 |
| 6  | 10 janvier  | Bulldogs de Québec      | 1-7   | Sénateurs d'Ottawa      | 5-1-0 |
| 7  | 14 janvier  | Sénateurs d'Ottawa      | 2-1   | Bulldogs de Québec      | 6-1-0 |
| 8  | 17 janvier  | Sénateurs d'Ottawa      | 2-3   | Canadiens de Montréal   | 6-2-0 |
| 9  | 21 janvier  | Bulldogs de Québec      | 1-12  | Sénateurs d'Ottawa      | 7-2-0 |
| 10 | 24 janvier  | Sénateurs d'Ottawa      | 3-5   | St. Patricks de Toronto | 7-3-0 |
| 11 | 28 janvier  | St. Patricks de Toronto | 0-7   | Sénateurs d'Ottawa      | 8-3-0 |
| 12 | 31 janvier  | Canadiens de Montréal   | 3-11  | Sénateurs d'Ottawa      | 9-3-0 |

### 2edemie

#### Février
| No | Date       | Visiteur                | Score | Domicile                | Fiche  |
| -- | ---------- | ----------------------- | ----- | ----------------------- | ------ |
| 13 | 4 février  | Sénateurs d'Ottawa      | 5-0   | Bulldogs de Québec      | 10-3-0 |
| 14 | 7 février  | St. Patricks de Toronto | 4-3   | Sénateurs d'Ottawa      | 10-4-0 |
| 15 | 11 février | Canadiens de Montréal   | 3-4   | Sénateurs d'Ottawa      | 11-4-0 |
| 16 | 14 février | Sénateurs d'Ottawa      | 3-2   | Canadiens de Montréal   | 12-4-0 |
| 17 | 18 février | Bulldogs de Québec      | 3-9   | Sénateurs d'Ottawa      | 13-4-0 |
| 18 | 21 février | Sénateurs d'Ottawa      | 5-3   | St. Patricks de Toronto | 14-4-0 |
| 19 | 25 février | Canadiens de Montréal   | 3-6   | Sénateurs d'Ottawa      | 15-4-0 |
| 20 | 28 février | Sénateurs d'Ottawa      | 1-0   | St. Patricks de Toronto | 16-4-0 |

#### Mars
| No | Date    | Visiteur                | Score | Domicile              | Fiche  |
| -- | ------- | ----------------------- | ----- | --------------------- | ------ |
| 21 | 3 mars  | St. Patricks de Toronto | 4-7   | Sénateurs d'Ottawa    | 17-4-0 |
| 22 | 6 mars  | Sénateurs d'Ottawa      | 4-3   | Canadiens de Montréal | 18-4-0 |
| 23 | 8 mars  | Bulldogs de Québec      | 6-11  | Sénateurs d'Ottawa    | 19-4-0 |
| 24 | 10 mars | Sénateurs d'Ottawa      | 4-10  | Bulldogs de Québec    | 19-5-0 |

## Joueur

### Gardien de but
- Clint Benedict

### Défenseur
- Eddie Gerard

- Morley Bruce

- Jack MacKell

- Horace Merrill

- Sprague Cleghorn

### Attaquants
- Frank Nighbor

- Harry Broadbent

- George Boucher

- Cy Denneny

- Jack Darragh